# Meseied
Meseied (en árabe: امسيد‎, en francés: Msied) es un municipio marroquí en la región Guelmim-Río Noun. Desde 1916 hasta 1958 perteneció al territorio español de Cabo Juby.